# Oeiras Challenger 2025 - Doppio
Il doppio del torneo di tennis professionistico Oeiras Challenger 2025, facente parte della categoria Challenger 125 nell'ambito dell'ATP Challenger Tour 2025, si è giocato dal 14 al 20 aprile a Oeiras, in Portogallo. Anirudh Chandrasekar e Arjun Kadhe erano i detentori del titolo ma solo Chandrasekar aveva scelto di partecipare in coppia con David Vega Hernández.
In finale Karol Drzewiecki e Piotr Matuszewski hanno sconfitto Francisco Cabral e Lucas Miedler con il punteggio di 6–4, 3–6, [10–8].

## Teste di serie
1. Francisco Cabral /  Lucas Miedler (finale)
2. Karol Drzewiecki /  Piotr Matuszewski (campioni)

1. Jonathan Eysseric /  Orlando Luz (primo turno)
2. Marcelo Demoliner /  Matwé Middelkoop (primo turno)

## Wildcard
1. Gastão Elias /  Tiago Pereira (quarti di finale)

1. Francisco Rocha /  Henrique Rocha (quarti di finale)

## Tabellone

### Legenda
| - Q = Qualificato - WC = Wild card - LL = Lucky loser | - ALT = Alternate - SE = Special Exempt - PR = Protected Ranking | - w/o = Walkover - r = Ritirato - d = Squalificato |

|  | Primo turno | Primo turno                          | Primo turno                          | Primo turno                          | Primo turno |  |  | Quarti di finale | Quarti di finale                     | Quarti di finale                     | Quarti di finale           | Quarti di finale       |   |      | Semifinali | Semifinali                           | Semifinali         | Semifinali                         | Semifinali |   |      | Finale | Finale | Finale | Finale | Finale |  |
|  |             |                                      |                                      |                                      |             |  |  |                  |                                      |                                      |                            |                        |   |      |            |                                      |                    |                                    |            |   |      |        |        |        |        |        |  |
|  | 1           | F Cabral L Miedler                   | F Cabral L Miedler                   | 6                                    | 6           |  |  |                  |                                      |                                      |                            |                        |   |      |            |                                      |                    |                                    |            |   |      |        |        |        |        |        |  |
|  |             | A Chandrasekar D Vega Hernández      | A Chandrasekar D Vega Hernández      | 3                                    | 4           |  |  | 1                | F Cabral L Miedler                   | F Cabral L Miedler                   | 6                          | 6                      |   |      |            |                                      |                    |                                    |            |   |      |        |        |        |        |        |  |
|  | WC          | G Elias T Pereira                    | 3                                    | 6                                    | [10]        |  |  | WC               | G Elias T Pereira                    | G Elias T Pereira                    | 1                          | 4                      |   |      |            |                                      |                    |                                    |            |   |      |        |        |        |        |        |  |
|  |             | S Banthia T Boyer                    | 6                                    | 1                                    | [6]         |  |  |                  |                                      |                                      |                            |                        |   |      | 1          | F Cabral L Miedler                   | F Cabral L Miedler | 6                                  | 6          |   |      |        |        |        |        |        |  |
|  | 3           | J Eysseric O Luz                     | J Eysseric O Luz                     | 2                                    | 4           |  |  |                  |                                      |                                      | M Bortolotti VV Cornea     | M Bortolotti VV Cornea | 4 | 4    |            |                                      |                    |                                    |            |   |      |        |        |        |        |        |  |
|  |             | M Bortolotti VV Cornea               | M Bortolotti VV Cornea               | 6                                    | 6           |  |  |                  | M Bortolotti VV Cornea               | M Bortolotti VV Cornea               | 5                          | 3                      |   |      |            |                                      |                    |                                    |            |   |      |        |        |        |        |        |  |
|  |             | J Nedunchezhiyan VS Prashanth        | J Nedunchezhiyan VS Prashanth        | J Nedunchezhiyan VS Prashanth        | w/o         |  |  |                  | J Nedunchezhiyan VS Prashanth        | J Nedunchezhiyan VS Prashanth        | 7                          | 1r                     |   |      |            |                                      |                    |                                    |            |   |      |        |        |        |        |        |  |
|  |             | J Kym C Taberner                     | J Kym C Taberner                     | J Kym C Taberner                     |             |  |  |                  |                                      |                                      |                            |                        |   |      | 1          | Francisco Cabral Lucas Miedler       | 4                  | 6                                  | [8]        |   |      |        |        |        |        |        |  |
|  |             | T Monteiro T Seyboth Wild            | T Monteiro T Seyboth Wild            | T Monteiro T Seyboth Wild            |             |  |  |                  |                                      |                                      |                            |                        |   |      |            |                                      | 2                  | Karol Drzewiecki Piotr Matuszewski | 6          | 3 | [10] |        |        |        |        |        |  |
|  |             | N Kaliyanda Poonacha S Martos Gornés | N Kaliyanda Poonacha S Martos Gornés | N Kaliyanda Poonacha S Martos Gornés | w/o         |  |  |                  | N Kaliyanda Poonacha S Martos Gornés | N Kaliyanda Poonacha S Martos Gornés | 6                          | 6                      |   |      |            |                                      |                    |                                    |            |   |      |        |        |        |        |        |  |
|  | WC          | F Rocha H Rocha                      | 6                                    | 3                                    | [10]        |  |  | WC               | F Rocha H Rocha                      | F Rocha H Rocha                      | 2                          | 4                      |   |      |            |                                      |                    |                                    |            |   |      |        |        |        |        |        |  |
|  | 4           | M Demoliner M Middelkoop             | 4                                    | 6                                    | [8]         |  |  |                  |                                      |                                      |                            |                        |   |      |            | N Kaliyanda Poonacha S Martos Gornés | 62                 | 6                                  | [2]        |   |      |        |        |        |        |        |  |
|  |             | P Niklas-Salminen S Walków           | 6                                    | 65                                   | [13]        |  |  |                  |                                      | 2                                    | K Drzewiecki P Matuszewski | 7                      | 2 | [10] |            |                                      |                    |                                    |            |   |      |        |        |        |        |        |  |
|  |             | D Molčanov M Veldheer                | 3                                    | 7                                    | [11]        |  |  |                  | P Niklas-Salminen S Walków           | P Niklas-Salminen S Walków           | 2                          | 4                      |   |      |            |                                      |                    |                                    |            |   |      |        |        |        |        |        |  |
|  |             | J Paul D Pel                         | J Paul D Pel                         | 4                                    | 4           |  |  | 2                | K Drzewiecki P Matuszewski           | K Drzewiecki P Matuszewski           | 6                          | 6                      |   |      |            |                                      |                    |                                    |            |   |      |        |        |        |        |        |  |
|  | 2           | K Drzewiecki P Matuszewski           | K Drzewiecki P Matuszewski           | 6                                    | 6           |  |  |                  |                                      |                                      |                            |                        |   |      |            |                                      |                    |                                    |            |   |      |        |        |        |        |        |  |